# Anesthesioloog

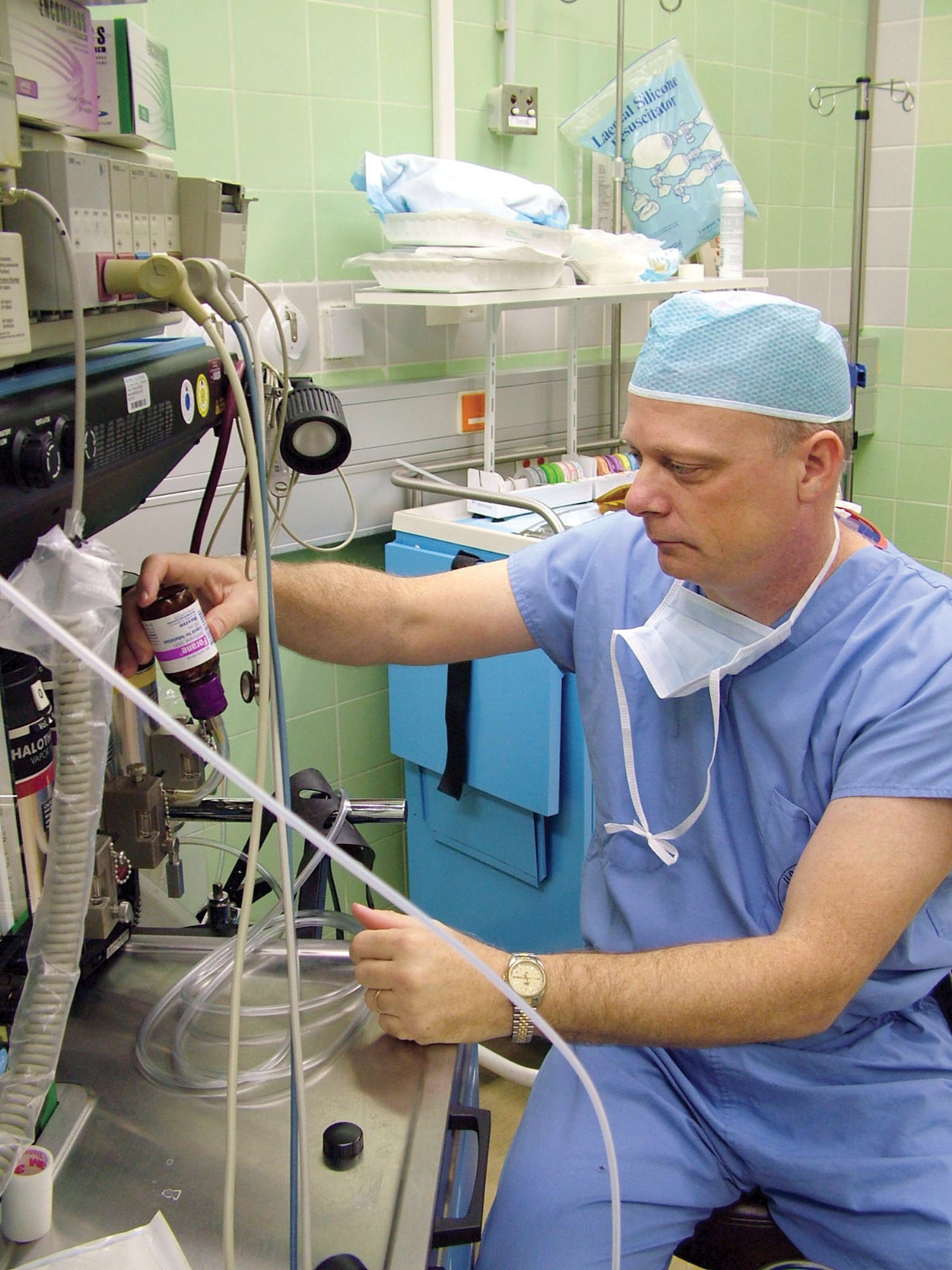
Hedendaagse anesthesioloog aan het werk. Overigens is het in Nederland verboden om op de operatiekamer hand- en polssieraden te dragen.

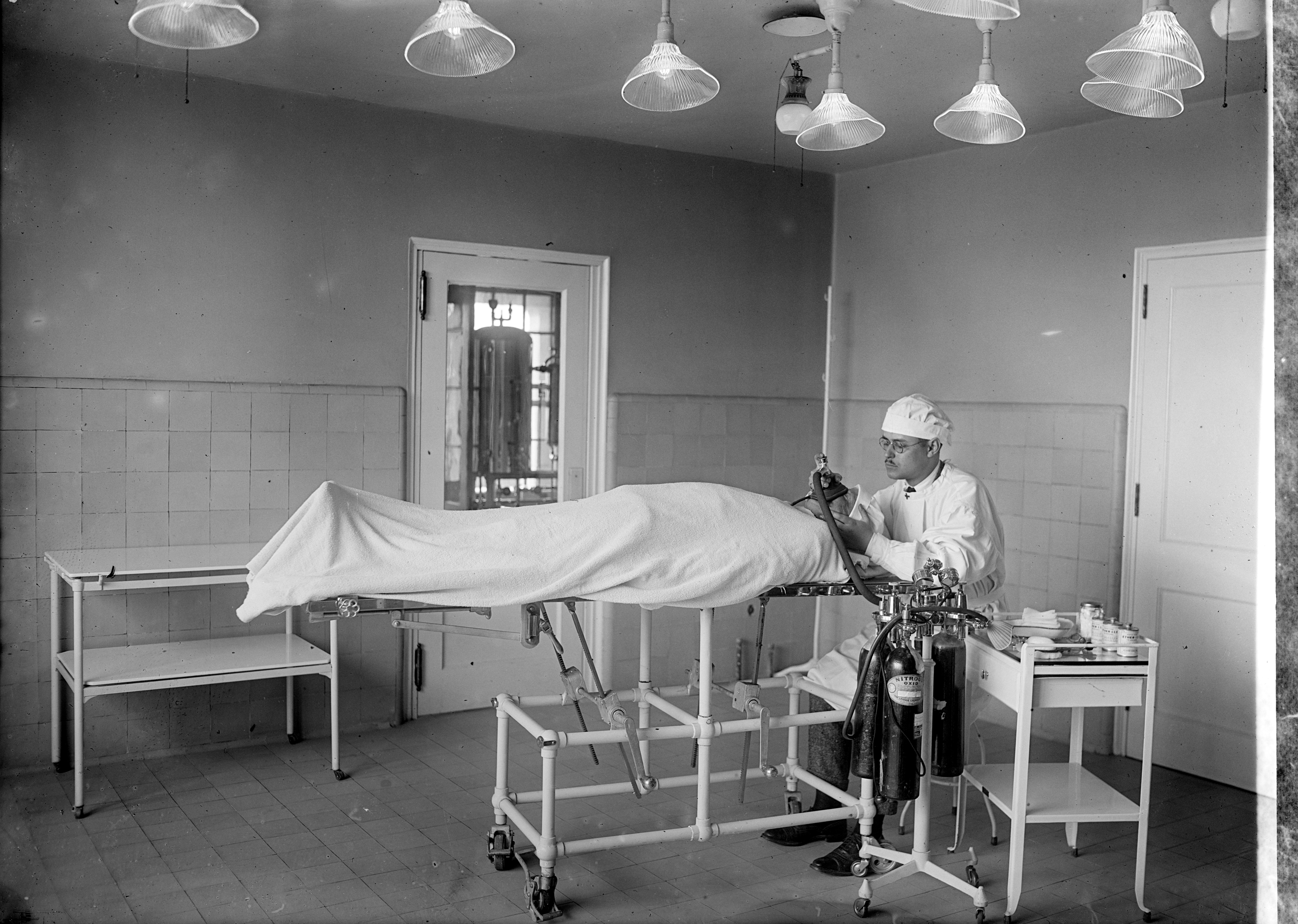
Anesthesioloog aan het werk (anno 1922)

Een anesthesioloog, ook wel anesthesist of narcotiseur, is een medisch specialist die zich bezighoudt met het geven van anesthesie aan patiënten die een operatie of een pijnlijk, belastend onderzoek moeten ondergaan en bij vitaal bedreigde patiënten die spoedeisende hulp nodig hebben. De anesthesioloog houdt zich bezig met de vitale functies zoals de ademhaling, de circulatie, het bewustzijn, de temperatuurregulatie, elektrolyt- en hormoonbalans en/of ernstige pijn. Deze functies worden gecontroleerd, bewaakt, ondersteund en zo nodig overgenomen.
Het veiligstellen van de luchtweg en ademhaling, het monitoren en sturen van de circulatie, het monitoren en corrigeren van de stolling, het bewaken van de lichaamstemperatuur en het geven van adequate pijnstilling behoren tot de belangrijkste taken van een anesthesioloog. De toediening van de medicijnen die de anesthesioloog hiervoor gebruikt berusten op drie pijlers: een slaapmiddel (hypnoticum), een (sterke) pijnstiller (analgeticum) en een spierverslapper (spierrelaxans).
In overleg met de patiënt zoekt de anesthesioloog naar de methode van voorkeur: algehele anesthesie of loco-regionale anesthesie, het tijdelijk uitschakelen van een lichaamsonderdeel (bijvoorbeeld door middel van spinale anesthesie, epidurale anesthesie, plexusanesthesie). Dit is niet alleen afhankelijk van het soort onderzoek of operatie, maar ook van de patiënt. Hiervoor wordt de patiënt pre-operatief beoordeeld tijdens het pre-operatief spreekuur (POS) door de anesthesioloog, om zo de veiligste en adequate manier van anesthesie te kunnen toepassen.

## Benaming
Naarmate het vak zich uitbreidde en ontwikkelde werd de officiële naamgeving overgenomen uit de Angelsaksische landen waar men onderscheid maakt tussen nurse anesthetist, een hoogwaardig opgeleide verpleegkundige met grote eigen bevoegdheden, en anesthesiologist (Amerikaans Engels) of anaesthetist (Brits Engels), de gespecialiseerde arts.

## Opleiding in Nederland

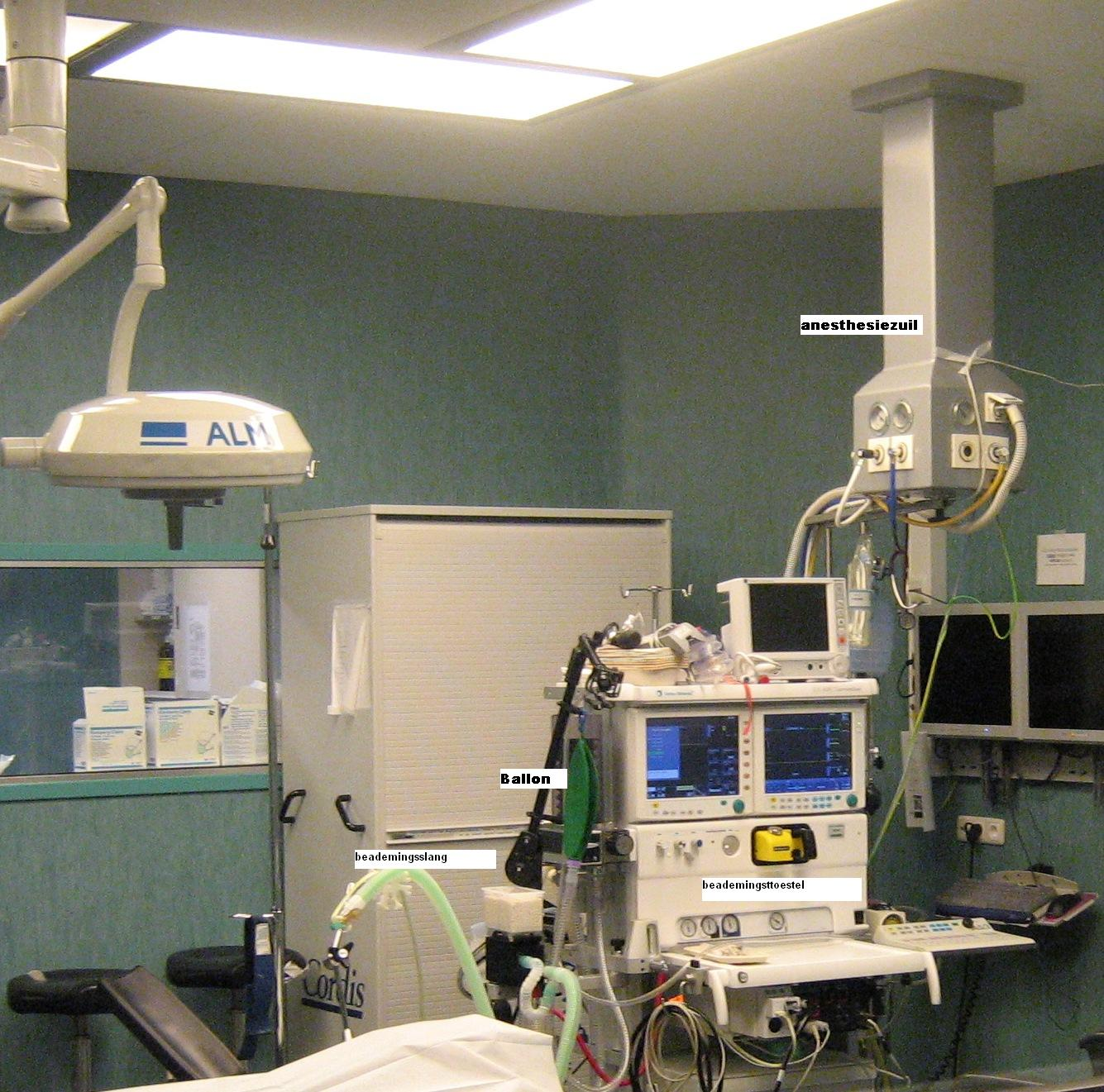
Anesthesiezuil en beademingstoestel

Anesthesioloog wordt men door na de algemene artsenopleiding de vijfjarige specialisatie anesthesiologie te volgen. Van de vijfjarige opleiding werkt men vier jaar in een van de acht Academische Ziekenhuizen of het Sint Antonius Ziekenhuis te Nieuwegein. Daarnaast brengt men een jaar door in een opleidingsziekenhuis voor de zogenoemde perifere stage.

## Opleiding in Vlaanderen
Net zoals in Nederland wordt men anesthesioloog of anesthesist door na het behalen van het artsendiploma een vijfjarige specialisatie anesthesiologie-reanimatie te vervolledigen. Een additioneel jaar kan nog gebruikt worden om bijkomende specialisatie te verkrijgen in urgentiegeneeskunde, intensieve zorgen of pijntherapie.

## Subspecialisaties binnen de anesthesiologie
Naast de algemene anesthesioloog zijn er diverse specialisaties mogelijk.
De belangrijkste zijn de anesthesioloog-intensivist, die een eigen register heeft via het G.I.C., de Gemeenschappelijke Intensivisten Commissie en de anesthesioloog-pijnbestrijder, die zich voornamelijk bezighoudt met chronische pijn en een eigen register heeft binnen de Nederlandse Vereniging voor Anesthesiologie (NVA).
Daarnaast kan men zich specialiseren in de kinderanesthesie of thoraxanesthesie (hart- en longchirurgie), waarbij geen apart register aanwezig is.
Tevens kan men werkzaam zijn in de spoedeisende geneeskunde als MMT-arts in een traumateam). Wanneer de anesthesioloog werkzaam wil zijn in zo een mobiel medisch team, laat hij/zij zich ook specialiseren in traumachirurgie.